# Нгати Фатуа

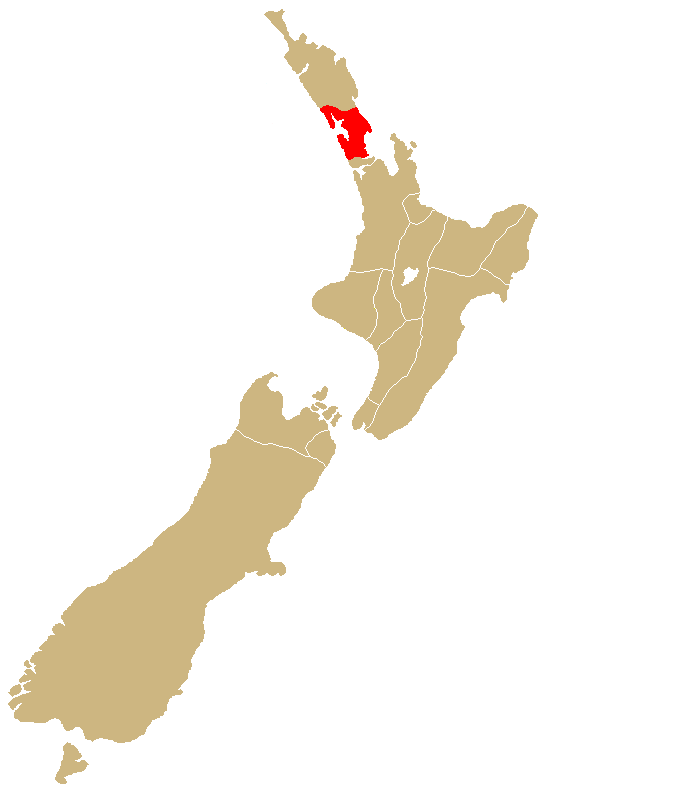
Район расселения племени Нгати Фатуа на Северном острове Новой Зеландии

Нгати Фатуа — иви (племя) маори, проживающее на юге полуострова Нортленд на Северном острове Новой Зеландии. Оно состоит из конфедерации четырёх хапу (родов), связанных между собой как по происхождению, так и по ассоциации с течением времени: Те Ури-о-Хау, Те Ророа, Те Таоу и Нгати Фатуа-о-Оракеи. Четыре хапу могут действовать вместе или по отдельности как независимые племена.
Район расселения племени проходит от Тамаки-Ривер на юге до утеса Маунгануи (в северной части пляжа Аранга на западном побережье) на севере и до гавани Фангареи на восточном побережье. Ко времени европейского поселения в Новой Зеландии территория Нгати Фатуа была вокруг гавани Каипара и простиралась на юг до Тамаки Макаурау, места современного Окленда.

## История
Нгати Фатуа происходит от предка Тупутупухенуа (также известного как Тумутумувенуа). Иви прослеживает свое прибытие в Новую Зеландию на каноэ Махуху-ки-те-ранги, которое высадилось к северу от гавани Каипара. Они также происходят от предков, которые мигрировали из Муривенуа на севере полуострова Нортленд и вступили в брак с племенами на территории Нгати Фатуа.
Соперничество Нагти Фатуа с племенем Нгапухи обострилось в начале XIX века, когда последнее приобрело мушкеты. Нгапухи атаковало Нгати Фатуа в 1807/1808 году в битве при Мормонуи к северу от Даргавилля — вероятно, это стало поводом для первого применения огнестрельного оружия в войне маори. Нгати Фатуа одержало победу над Нгапухи с помощью ручного оружия, в то время как Нгапухи перезаряжали свои мушкеты, одержав решительную победу над нападающими. Нгапухи во главе с Хонги Хикой отомстили в 1825 году, когда они победили Нгати Фатуа в битве при Те Ика а Рангануи возле Каиваки.
20 марта 1840 года в районе гавани Манукау, где занимался сельским хозяйством Нгати Фатуа, верховный вождь племени Апихаи Те Кавау подписал с английскими колонистами Те Тирити о Вайтанги, Договор Вайтанги. Иви Нгати Фатуа искало защиты у британцев от Нгапухи, а также стремилось к мирным отношениям с пакеха Вскоре после подписания Договора Те Кавау предложил землю в гавани Ваитемата Уильяму Гобсону, новому губернатору Новой Зеландии, для его новой столицы. Гобсон принял предложение и перенес столицу Новой Зеландии в Тамаки Макаурау, назвав поселение Окленд.
Нгати Фатуа приобрело известность в стране в 1970-х годах в споре из-за незанятых земель в районе Бастион-Пойнт, немного восточнее центра Окленда, рядом с пригородом Оракеи. Земля, которую правительство Новой Зеландии приобрело для общественных работ много десятилетий назад, в значительной степени вернулась племени Нгати Фатуа после длительной конфискации и пассивного сопротивления.

## Управление
Te Runanga o Ngāti Whātua имеет мандат, признанный правительством Новой Зеландии, на ведение переговоров по Договору Вайтанги для иви Нгати Фатуа. Она представляет Нгати Фатуа как орган власти иви в соответствии с Законом об управлении ресурсами и является организацией Тухоно.
Рунанга — это трастовый совет маори, которым руководят 11 попечителей из 5 такивов или округов: 1 попечитель из Оракеи, 2 из Южной Кайпара, 3 из Отаматеа, 1 из Фангареи и 4 из Норт-Ваироа. По состоянию на 2016 год председателем траста является Рассел Кемп, менеджером службы поддержки — Пэт Мюррей, а траст находится в Фангареи.
Иви Нгати Фатуа имеет интересы на территории регионального совета Нортленда, совета Окленда, окружного совета Каипара и окружного совета Фангареи.

## Радиостанция
Ake 1179 является официальной радиостанцией иви Нгати Фатуа, но официально не является частью радиосети иви. Она вещает в 1179 УТРА в Окленде и представляет собой сочетание городской современной музыки и традиционного повествования.

## Известные представители племени
- Наида Главиш (род. 1946), политик и общественный деятель
- Джо Хок (род. 1940), политик и бизнесмен
- Джош Хонек (род. 1986), игрок регбийного союза
- Эрана Джеймс (род. 1999), актриса
- Хью Кавхару (1927—2006), академик и верховный вождь иви
- Грэм Латимер (1926—2016), бывший президент Совета маори
- Манос Натан (1948—2015), керамист
- Парайре Карака Пайкеа (1894—1943), новозеландский политик
- Отене Паора (ок. 1870—1930), лидер маори и земельный переговорщик
- Нгапипи Ревети (1883—1957), земельный переговорщик
- Апихай Те Кавау (? — 1869), вождь племени
- Паора Тугаэре (1825—1892), вождь племени
- Диана Принс (род. 1952), художница, ткачиха и сценограф.